# Трактове (Перекопський район)
Тра́ктове (до 1948 року — Каланча́к, крим. Qalançaq) — село Перекопського району Автономної Республіки Крим.
Розташоване у центрі району.
Відстань від райцентру до населеного пункта становить 18 кілометрів по прямій.